# Phaloria tripartita
Phaloria tripartita är en insektsart som först beskrevs av Henri Saussure 1878.  Phaloria tripartita ingår i släktet Phaloria och familjen syrsor. Inga underarter finns listade i Catalogue of Life.